# Kapitalistischer Realismus
Der Begriff Kapitalistischer Realismus wurde zwischen 1963 und 1966 von den Malern Gerhard Richter (damals noch Gerd Richter), Konrad Lueg (Künstlername des späteren Galeristen Konrad Fischer), Sigmar Polke und Manfred Kuttner eingeführt, um unter diesem Titel Selbsthilfeausstellungen und Performances zu veranstalten.

## Geschichte
Gemeinsam war den vier Kunststudenten die Ablehnung der etablierten Kunstrichtungen, mit der Folge, dass ihnen die traditionellen Ausstellungsmöglichkeiten versperrt blieben. Richter und Kuttner kannten sich bereits von der Dresdner Kunstakademie her, Polke und Lueg lernten sie zwischen 1961 und 1962 an der Düsseldorfer Kunstakademie kennen, wo sie bei Karl Otto Götz studierten. Sie beschlossen Anfang 1963, eine gemeinsame Ausstellung unter eigener Regie zu organisieren. Von der Stadt Düsseldorf mieteten sie sich in der Kaiserstraße 31 A ein Ladenlokal, dessen Wände sie erst weiß streichen mussten. In einem Brief, den Richter im Namen der Gruppe, vermutlich im Mai 1963, an die Fox’ Tönende Wochenschau schrieb, tauchte der Begriff erstmals auf: „Wir zeigen erstmalig in Deutschland Bilder, für die die Begriffe wie Pop-Art, Junk Culture, imperialistischer oder Kapitalistischer Realismus, neue Gegenständlichkeit, Naturalismus, German Pop und einige ähnliche kennzeichnend sind.“ Die Ausstellung wurde am 11. Mai 1963 eröffnet.

## Weitere Ausstellungen
Am 11. Oktober 1963 organisierten Gerhard Richter und Konrad Lueg im Düsseldorfer Möbelhaus Berges (Flinger Straße 11) eine Performance, die mit der Demonstration Leben mit Pop – eine Demonstration für den kapitalistischen Realismus von den beiden Künstlern eröffnet wurde. Der Begriff, als Gegenpol zum Sozialistischen Realismus gewählt, sollte den von Konsum und Freizeit gekennzeichneten westdeutschen „realen“ Kapitalismus der 1950er und 1960er Jahre ironisch entlarven. Eine weitere Ausstellung unter dem Titel „Neue Realisten“ erhielten Gerhard Richter, Sigmar Polke und Konrad Lueg am 20. November 1964 in Rolf Jährlings Galerie Parnass in Wuppertal.

## Ausstellungen bei René Block
Weitere Ausstellungen wurden von dem Galeristen und Kurator René Block, der enge Kontakte zu den Künstlern hatte, in Berlin gezeigt, wobei er auch die Künstler KP Brehmer, Karl Horst Hödicke und Wolf Vostell einbezog. Dabei wurden von den Künstlern weitere, teilweise politischere Themen, wie die Verdrängung der Nazivergangenheit, Sexismus, Vietnamkrieg, Rassismus und gesellschaftliche Ungerechtigkeiten verarbeitet, die die Realität des Kapitalismus widerspiegelten. Als Medien wurden Happenings, Grafiken, Bild und Installationen genutzt, um die Motive aus Illustrierten, Werbung, Familienfotos, Warenwelt und Alltagsgegenständen in Szene zu setzen.

## Ausstellungen über den Kapitalistischen Realismus
- Kunsthalle Düsseldorf 2013: Leben mit Pop. Eine Reproduktion des Kapitalistischen Realismus. Manfred Kuttner, Konrad Lueg, Sigmar Polke, Gerhard Richter. Mit einem Beitrag von Christopher Williams